# رافاييل سيد
رافاييل سيد (بالإسبانية: Rafael Cid)‏ هو لاعب كرة قدم مكسيكي، ولد في 2 يونيو 1995. لعب مع نادي أونيفرسيداد ناسيونال.

## وصلات خارجية
- رافاييل سيد على موقع قاعدة بيانات كرة القدم.إي يو (الإنجليزية)